# Вест Лајн (Мисури)
Вест Лајн (енгл. West Line) град је у америчкој савезној држави Мисури.

## Демографија
По попису из 2010. године број становника је 97, што је 2 (2,1%) становника више него 2000. године.
| Група             | 2000.       | 2010.      |
| Белци             | 95 (100,0%) | 94 (96,9%) |
| Афроамериканци    | 0 (0,0%)    | 0 (0,0%)   |
| Азијати           | 0 (0,0%)    | 0 (0,0%)   |
| Хиспаноамериканци | 0 (0,0%)    | 2 (2,1%)   |
| Укупно            | 95          | 97         |